# آدلی
آدلی (به انگلیسی: Ardley) یک روستا و محله مدنی در بریتانیا است که در چرول واقع شده‌است. آدلی ۸٫۷۹ کیلومتر مربع مساحت و ۷۵۱ نفر جمعیت دارد.